# Karel Fořt (ovocnář)
Karel Fořt (29. října 1852 Kly u Mělníka — 12. června 1926 Mělník) byl český ovocnář, vinař, učitel a autor odborné literatury v oblasti vinařství.

## Život
Narodil se 29. října 1852 v Klech u Mělníka jako syn sedláka. (Některé zdroje uvádějí nesprávné datum 2. listopadu 1852.)
Vystudoval hospodářskou školu v Hracholuskách poté vyšší ovocnicko-vinařskou školu v rakouském Klosterneuburgu a ve Vídni. Později působil v Klosterneuburgu na chemickofyziologické stanici a jako učitel (1876-1885). Po návratu domů byl jmenován prvním ředitelem nově založené vinařsko-ovocnické školy v Mělníce. Podnikl mnoho studijních cest po vinařských oblastech Rakouska, Německa a Francie. V lednu 1897 byl přijat za člena Společnosti pro průmysl chemický v království Českém.
Vybudoval první českou pokusnou stanici na zužitkování ovoce, 1904 až 1905 spoluredaktorem Českého vinaře.

## Dílo
- Vřetenatka révová (Peronospora viticola de By) a její zhoubná působnost, jakož i ochranné prostředky proti této plísni (Mělník, 1890)
- Vinařství v království Českém (Praha, 1891)
- Phylloxera vastatrix (Planchon) a její zhoubná působnost, jakož i prostředky čelící proti její zhoubné působnosti (Mělník, 1902)

## Rodina
- Bratr Josef Fořt[6] (1850–1929) byl národohospodář a politik, v letech 1906–1907 ministr obchodu Předlitavska.[7]
- Syn Jindřich Fořt[8] (1877–1941) pokračoval v otcových stopách jako pomolog a vinař, autor odborné literatury a redaktor časopisů.[9]
- Syn Karel Fořt (?–?) pracoval jako rada státních drah v Hradci Králové.[10] Byl autorem knihy o cestě Jana Pernera do Ruska (1936) a o ošetřování stromů (1946).[11]
- Syn Ludvík Fořt[10] (1884–1938) se stal advokátem. Publikoval odbornou literaturu v oblasti nájemního práva a problematiky bydlení.[12]